# Liste der Baudenkmäler in Emtmannsberg
Auf dieser Seite sind die Baudenkmäler in der oberfränkischen Gemeinde Emtmannsberg zusammengestellt. Diese Tabelle ist eine Teilliste der Liste der Baudenkmäler in Bayern. Grundlage ist die Bayerische Denkmalliste, die auf Basis des Bayerischen Denkmalschutzgesetzes vom 1. Oktober 1973 erstmals erstellt wurde und seither durch das Bayerische Landesamt für Denkmalpflege geführt wird. Die folgenden Angaben ersetzen nicht die rechtsverbindliche Auskunft der Denkmalschutzbehörde.
 Diese Liste gibt den Fortschreibungsstand vom 19. August 2014 wieder und enthält zwölf Baudenkmäler.

## Baudenkmäler nach Gemeindeteilen

### Birk
| Lage                       | Objekt        | Beschreibung | Akten-Nr.             | Bild           |
| -------------------------- | ------------- | --- | --------------------- | -------------- |
| Birk 1 (Standort)          | Pfarrhaus     | Zweigeschossiger Bau aus Sandsteinquadern auf Sockel mit Treppe und Stützmauer, Walmdach, über der rustizierten Tür an der Inschrifttafel bezeichnet „1714“ | D-4-72-133-5 Wikidata | BW             |
| Birk 8; In Birk (Standort) | Pfarrkirche   | Saalbau aus Sandsteinquadern mit Walmdach, gedrungener Chorturm mit Spitzhelm, 1783–84 von Johann Gottlieb Riedel, Turm 15. Jahrhundert; mit Ausstattung    | D-4-72-133-4 Wikidata | weitere Bilder |
| Birk 12 (Standort)         | Wohnstallhaus | Giebelständiges, zweigeschossiges Haus mit massivem Erdgeschoss, Obergeschoss und Giebel Fachwerk, Frackdach, bezeichnet „1791“                             | D-4-72-133-6 Wikidata | BW             |
| Birk 26 (Standort)         | Brunnen       | Rechteckiges Brunnenbecken aus Sandstein, 18./19. Jahrhundert                                                                                               | D-4-72-133-7 Wikidata | BW             |

### Bühl
| Lage                  | Objekt                          | Beschreibung                                    | Akten-Nr.              | Bild |
| --------------------- | ------------------------------- | ----------------------------------------------- | ---------------------- | ---- |
| Bühl 1 (Standort)     | Reste der Burg Bühl             | Reste einer 1379 erbauten Burganlage            | D-4-72-133-8 Wikidata  | BW   |
| Roter Main (Standort) | Bogenbrücke über den Roten Main | Einbogig, Sandsteinquader, wohl 17. Jahrhundert | D-4-72-199-84 Wikidata | BW   |

### Emtmannsberg
| Lage                                               | Objekt                                                                         | Beschreibung | Akten-Nr.              | Bild           |
| -------------------------------------------------- | ------------------------------------------------------------------------------ | --- | ---------------------- | -------------- |
| Dorfstraße 21 (Standort)                           | Ehemaliges Schulhaus                                                           | Zweigeschossiger Sandsteinquaderbau mit Satteldach, um 1870 | D-4-72-133-11 Wikidata | BW             |
| Kirchweg 5 (Standort)                              | Pfarrhaus                                                                      | Zweigeschossiger Bau aus Sandsteinquadern mit Halbwalmdach, bezeichnet „1715“, renoviert 1754, Dachgeschoss Ende 19. Jahrhundert | D-4-72-133-2 Wikidata  | BW             |
| Kirchweg 7; Kirchweg 5 (Standort)                  | Pfarrkirche St. Bartholomäus, ursprünglich Schlosskapelle des 12. Jahrhunderts | Saalbau mit geradem Chorschluss und Ostturm mit oktogonalem Turm, Haube und Laterne, das Turmuntergeschoss 14. Jahrhundert, Turmobergeschosse 1576 und 1666/67, gleichzeitig Neubau und Erweiterung des Langhauses; mit Ausstattung | D-4-72-133-12 Wikidata | weitere Bilder |
| Schloßhof 14; Schloßhof 16; Schloßhof 1 (Standort) | Ehemaliges Schloss der Freiherren von Stein                                    | Zweigeschossiger Hauptbau mit Walmdach, Tordurchfahrt und Dachreiter, bezeichnet 1689; Wohnhaus, zweigeschossiger nordöstlicher Kopfbau der ehemaligen Flügelbauten mit Walmdach und Eckrustizierung, 1689                          | D-4-72-133-1 Wikidata  | weitere Bilder |

### Hauendorf
| Lage                    | Objekt        | Beschreibung | Akten-Nr.              | Bild |
| ----------------------- | ------------- | --- | ---------------------- | ---- |
| In Hauendorf (Standort) | Wohnstallhaus | Eingeschossiger Bau aus Steinquadern mit holzverschaltem Giebel und Satteldach, Zwerchdach, bezeichnet „1858“ und „1859“ | D-4-72-133-10 Wikidata | BW   |

### Unterölschnitz
| Lage                        | Objekt | Beschreibung                                                                                 | Akten-Nr.             | Bild |
| --------------------------- | ------ | -------------------------------------------------------------------------------------------- | --------------------- | ---- |
| Unterölschnitz 6 (Standort) | Stall  | Auf massivem Erdgeschoss reicher Fachwerkgiebel und Satteldach, erste Hälfte 19. Jahrhundert | D-4-72-133-9 Wikidata | BW   |

## Ehemalige Baudenkmäler
In diesem Abschnitt sind Objekte aufgeführt, die früher einmal in der Denkmalliste eingetragen waren, jetzt aber nicht mehr. Objekte, die in anderem Zusammenhang also z. B. als Teil eines Baudenkmals weiter eingetragen sind, sollen hier nicht aufgeführt werden. Aktennummern in diesem Abschnitt sind ehemalige, jetzt nicht mehr gültige Aktennummern.

| Lage                                  | Objekt                               | Beschreibung          | Akten-Nr.             | Bild |
| ------------------------------------- | ------------------------------------ | --------------------- | --------------------- | ---- |
| Emtmannsberg Dorfstraße 23 (Standort) | Türrahmung einer ehemaligen Bäckerei | Bezeichnet mit „1789“ | D-4-72-133-3 Wikidata | BW   |